# Sit caranegre

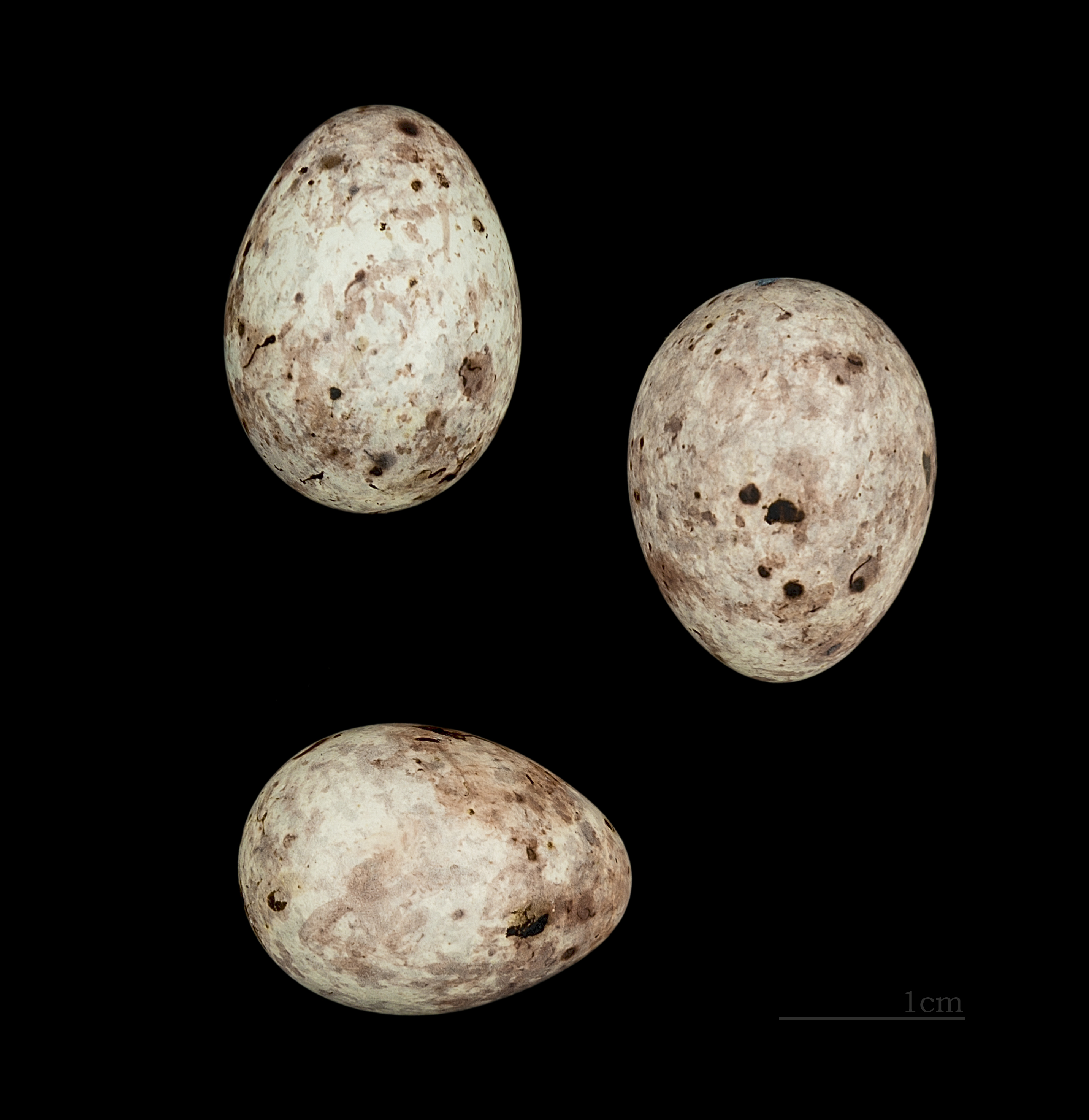
Emberiza spodocephala

El sit caranegre (Emberiza spodocephala) és una espècie d'ocell de la família dels emberízids (Emberizidae) que habita arbustos, matolls, boscos clars i ciutats de Sibèria meridional i central, Iakútia, Xina central i nord de Corea.

## Taxonomia
Es reconeixen dues subespècies:
- E. s. spodocephala (Pallas, 1776) - sud i centre de Rússia i nord de Mongòlia, est del mar d'Okhotsk i nord de l'illa de Sakhalín, nord d'Heilongjiang i la península de Corea.
- E. s. sordida (Blyth, 1845) - Qinghai i Shaanxi, sud de Yunnan i Guizhou.

Basant-se en un estudi fet l'any 2015 sobre les diferències morfològiques i genètiques entre l'emberiza spodocephala i la fins llavors subespècie emberiza spodocephala personata, les principals autoritats taxonòmiques consideren que aquesta última que habita el sud de l'illa de Sakhalín, les Kurils i el Japó és una espècie diferent:
Emberiza personata (Temminck, 1836)